# Цитрат марганца
Цитрат марганца — химическое соединение,
соль марганца и лимонной кислоты с формулой Mn3(C6H5O7)2,
светло-розовые кристаллы,
не растворяется в воде,
образует кристаллогидраты.

## Физические свойства
Цитрат марганца образует светло-розовые кристаллы.
Не растворяется в воде.
Образует кристаллогидраты состава Mn3(C6H5O7)2•n H2O, где n = 9 и 10.